# Mistrzostwa Świata w Tenisie Stołowym 1957
24. Mistrzostwa świata w tenisie stołowym odbyły się w dniach 7–15 marca 1957 roku w Sztokholmie.

## Końcowa klasyfikacja medalowa
| Miejsce | Państwo        | Złoto | Srebro | Brąz | Razem |
| ------- | -------------- | ----- | ------ | ---- | ----- |
| 1       | Japonia        | 5     | 2      | 3    | 10    |
| 2       | Czechosłowacja | 1     | 1      | 3    | 5     |
| 3       | Węgry          | 1     | 1      | 1    | 3     |
| 4       | Anglia         | 0     | 3      | 0    | 3     |
| 5       | Rumunia        | 0     | 1      | 3    | 4     |
| 6       | Szkocja        | 0     | 0      | 2    | 2     |
| 6       | Chiny          | 0     | 0      | 2    | 2     |
| 8       | NRD            | 0     | 0      | 1    | 1     |

## Medaliści
| Konkurencja:               | Złoto:                         | Srebro:                      | Brąz:                                                       |
| gra pojedyncza kobiet      | Fujie Eguchi                   | Ann Haydon                   | Kiiko Watanabe Ella Zeller                                  |
| gra pojedyncza mężczyzn    | Toshiaki Tanaka                | Ichiro Ogimura               | Heinz Schneider Ivan Andreadis                              |
| gra podwójna kobiet        | Livia Mosoczy Ágnes Simon      | Ann Haydon Diane Rowe        | Angelica Rozeanu Ella Zeller Helen Elliot Maria Golopenta   |
| gra podwójna mężczyzn      | Ivan Andreadis Ladislav Štípek | Ichiro Ogimura Yoshio Tomita | Keisuke Tsunoda Toshihiko Miyata Elemer Gyetvai Ferenc Sidó |
| gra mieszana               | Ichiro Ogimura Fujie Eguchi    | Ivan Andreadis Ann Haydon    | Keisuke Tsunoda Taeko Namba Ludvik Vyhnanovsky Helen Elliot |
| konkurs drużynowy mężczyzn | Japonia                        | Węgry                        | Chiny · Czechosłowacja                                      |
| konkurs drużynowy kobiet   | Japonia                        | Rumunia                      | Chiny                                                       |